# Nemesia hispanica
Nemesia hispanica är en spindelart som beskrevs av Ludwig Carl Christian Koch 1871. Nemesia hispanica ingår i släktet Nemesia och familjen Nemesiidae.
Artens utbredningsområde är Spanien. Inga underarter finns listade i Catalogue of Life.